# Roure
El terme roure (o aglaner, aglanera i glaner) pot ser usat per a referir-se a diverses espècies d'arbres del gènere Quercus que tenen la fulla caduca (o marcescent). Diferenciant-los així dels Quercus de fulla perenne que seien les alzines, la carrasca o el coscoll.
En el seu ús originari, el terme, derivat del llatí robur, designa espècies europees de Quercus de fulles toves, de vora sinuosa, caduques, pròpies de climes temperats oceànics; o bé de variants fresques, per altitud, del clima mediterrani. Un bosc on l'espècie predominant és el roure se'n diu roureda.
Alguns roures que es poden trobar a les nostres contrades són:
- Roure pènol (Quercus robur), el més notable dels roures europeus i l'espècie forestal dominant al vessant atlàntic d'Europa. Als Països Catalans només n'hi ha a la plana d'Olot i a la Vall d'Aran.
- Roure de fulla grossa (Quercus petraea), espècie d'ecologia semblant al roure pènol. Als Països Catalans només es troba a Catalunya: a la zona dels Pirineus, a les muntanyes del prelitoral central, el Moianès i Prades, on té el seu límit sud.
- Roure reboll (Quercus pyrenaica). Dels roures mediterranis, és el més estès a la península Ibèrica, si bé als Països Catalans només es troba a les muntanyes de Prades i a Penyagolosa (Alt Maestrat).
- Roure martinenc (Quercus humilis, sinònim de Quercus pubescens). Es distribueix per l'Europa meridional, des del nord-est de la península Ibèrica, passant per Itàlia i els Balcans, fins a l'Àsia Menor.
- Roure de fulla petita (Quercus faginea). Té uns requeriments ecològics semblants als de la carrasca, ja que està adaptats a l'eixut molt millor que els altres roures. De fet, les seves fulles petites i endurides recorden les de les alzines, però en ser caducifolis suporten molt millor les baixes temperatures, i per això a Catalunya es troben les rouredes de roure de fulla petita al Prepirineu occidental, fent de transició entre els carrascars i les rouredes més humides (vegeu Mínimes i màximes absolutes).
- Roure cerrioide (Quercus cerrioides). Es considera un encreuament entre el roure martinenc i el roure de fulla petita. Entre altres comunitats, es troba a l'alzinar amb roure cerrioide (Viburno tini-Quercetum ilicis subass. cerrioidetosum), per exemple al vessant obac de la serra de Collserola, on aquesta espècie va ser descoberta.[2]
- Roure africà (Quercus canariensis)

## Propietats i característiques
La seva escorça és fosca i arrugada.
Les fulles fan entre 4 i 15 cm de llargada i són més o menys dures segons les espècies.
Per l'anvers són de color verd fosc; pel revers alguns tenen petits pèls i són de color verd grisós.
El roure pot produir una excrescència tumoral, l'Agalla (botànica).

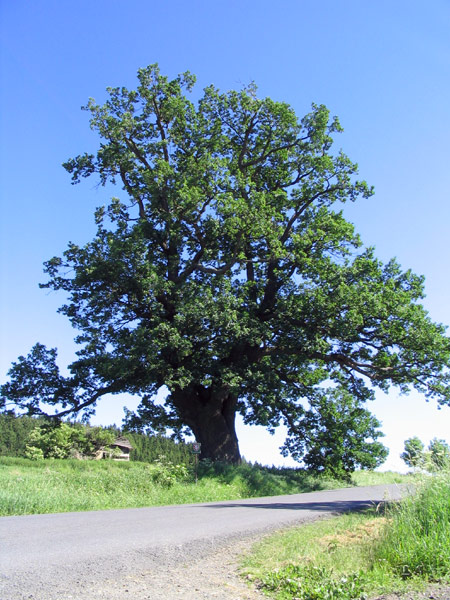
Roure pènol.
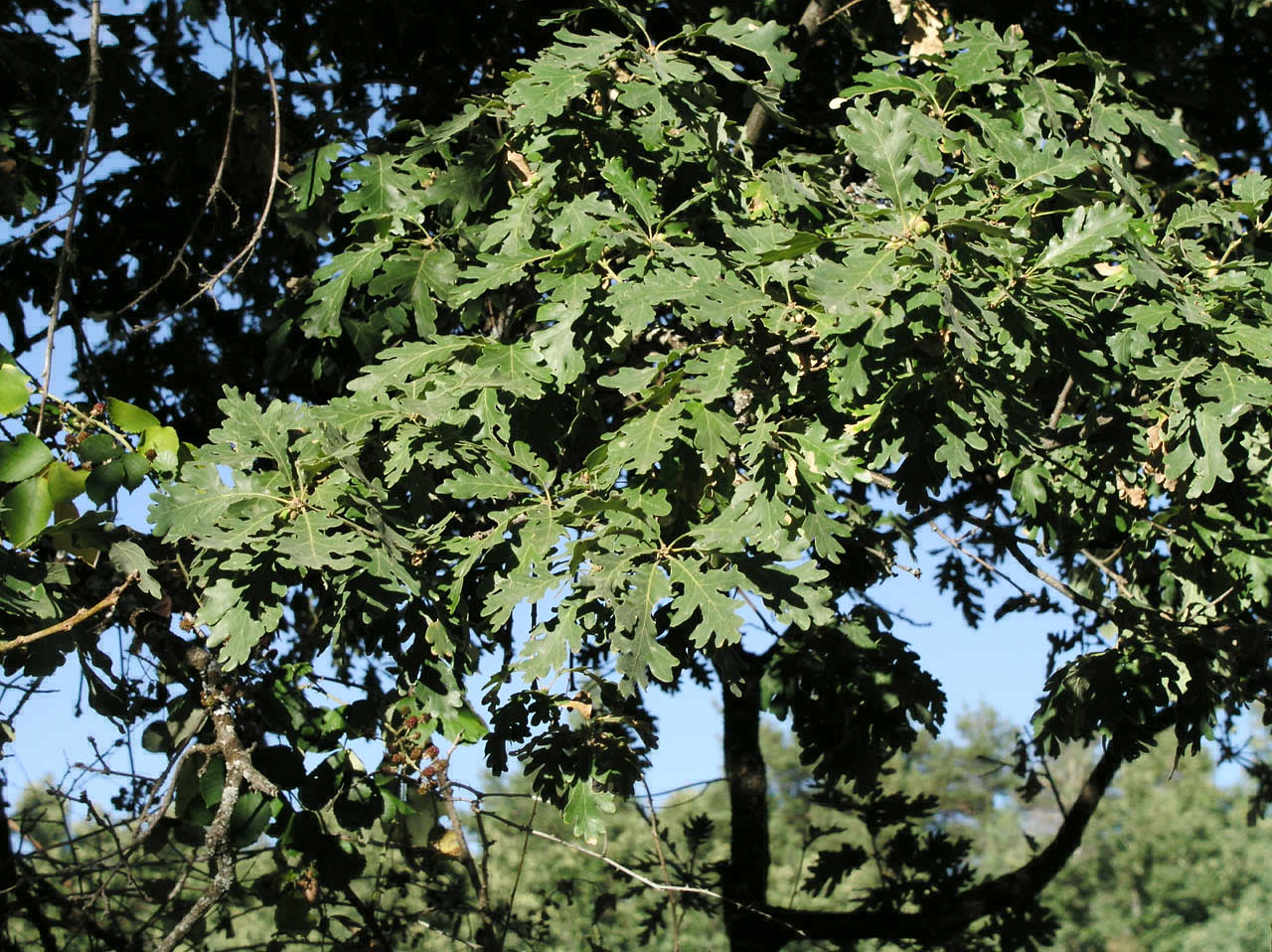
Roure reboll a Prádena de la Sierra (Segòvia)
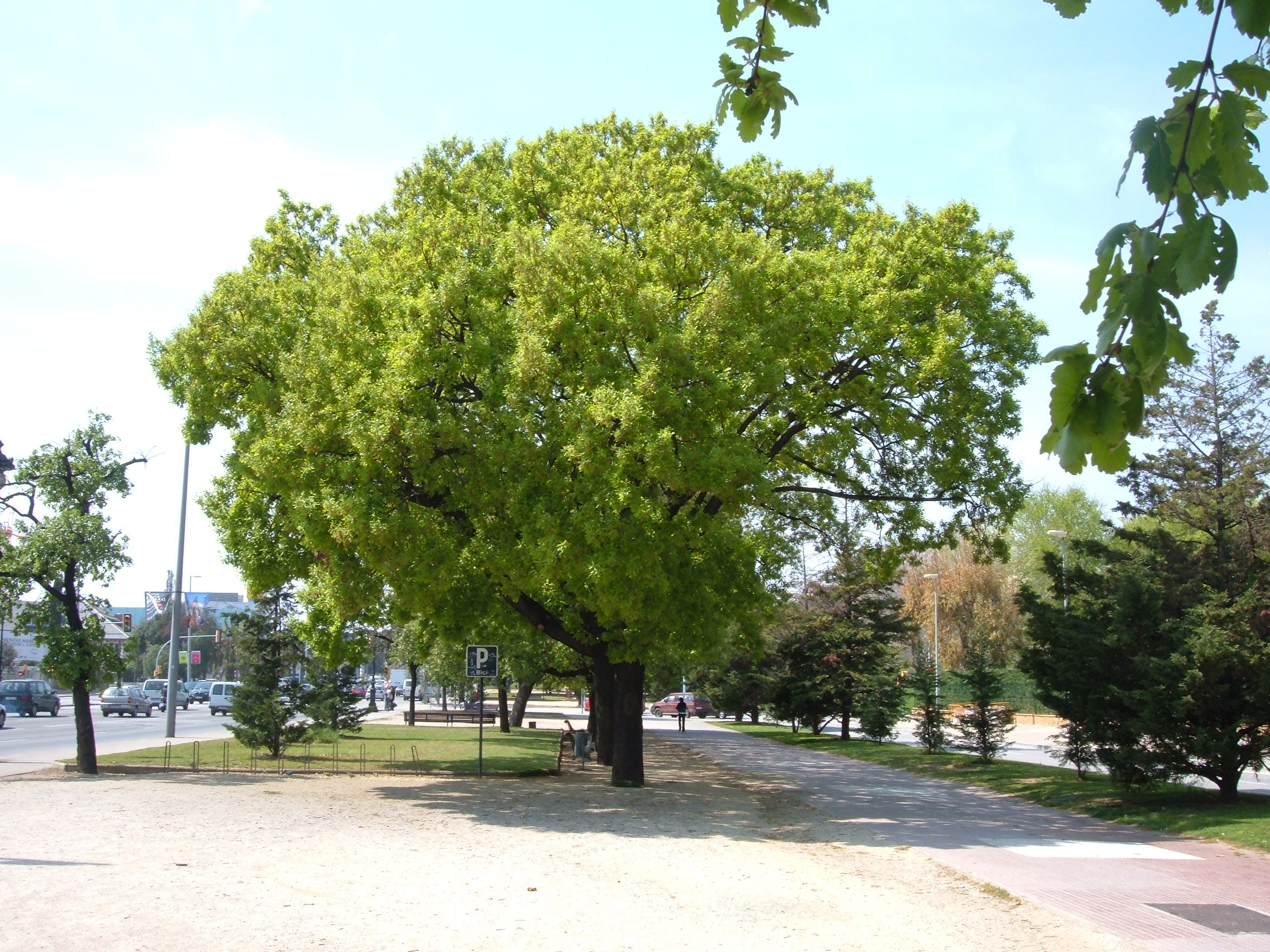
Roure martinenc a la Diagonal de Barcelona
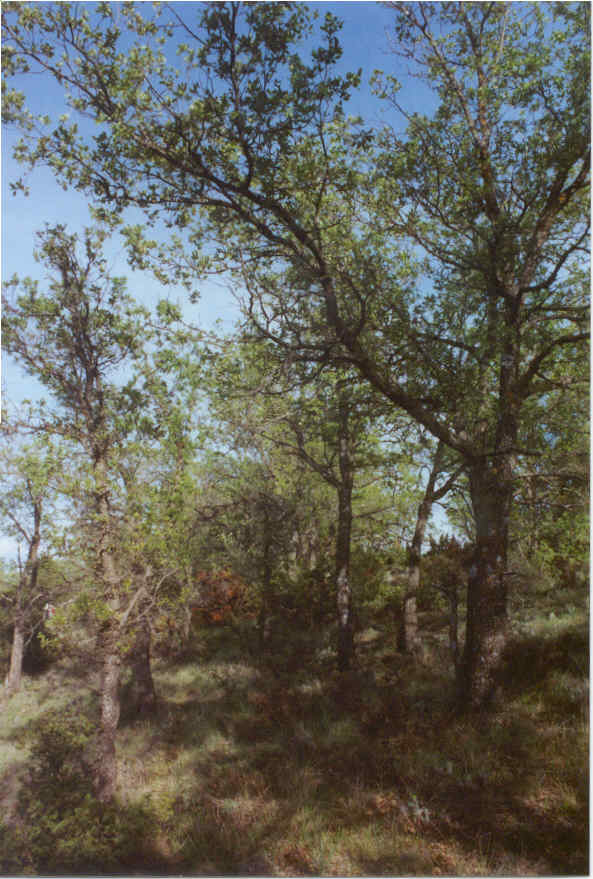
Roure de fulla petita a Torrecuadrada de los Valles (Guadalajara)
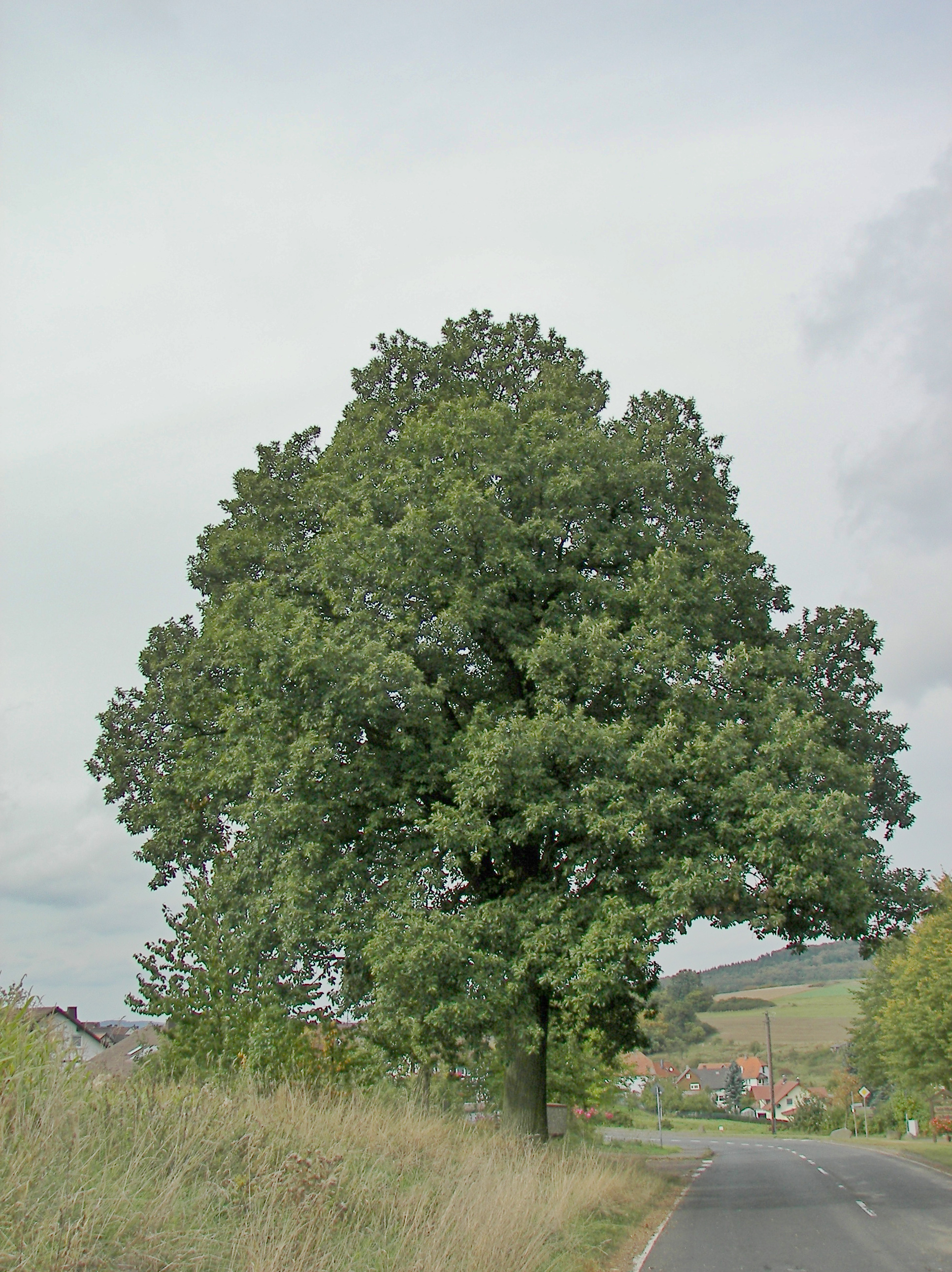
Roure de fulla gran prop de Roßberg (Alemanya)
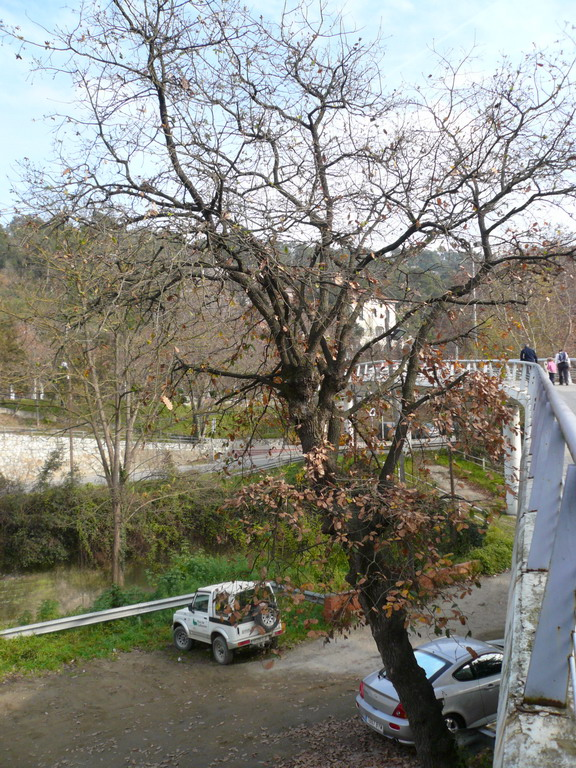
Roure cerrioide a les Planes (Collserola)

## Vegeu també

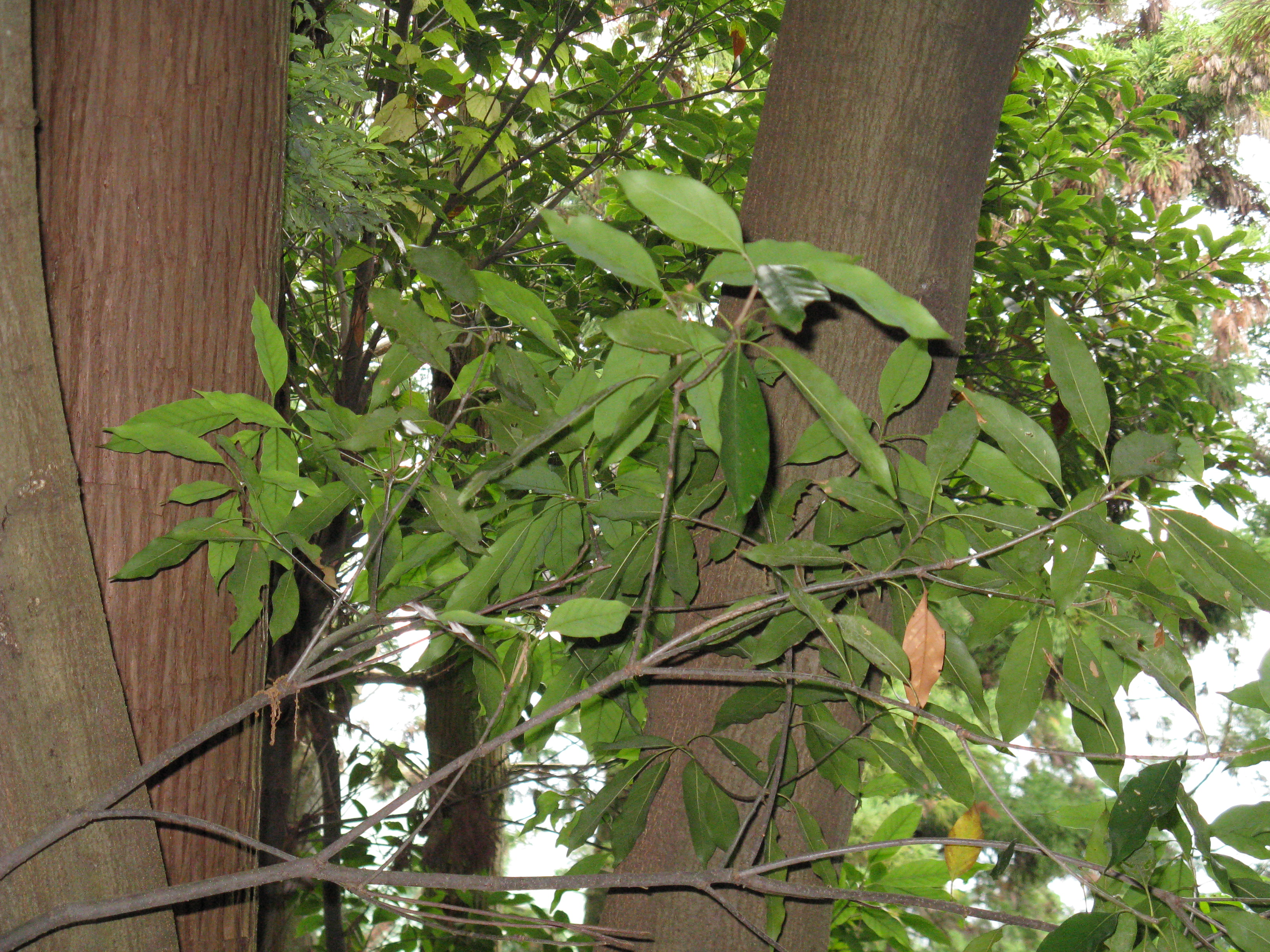
Quercus acuta.

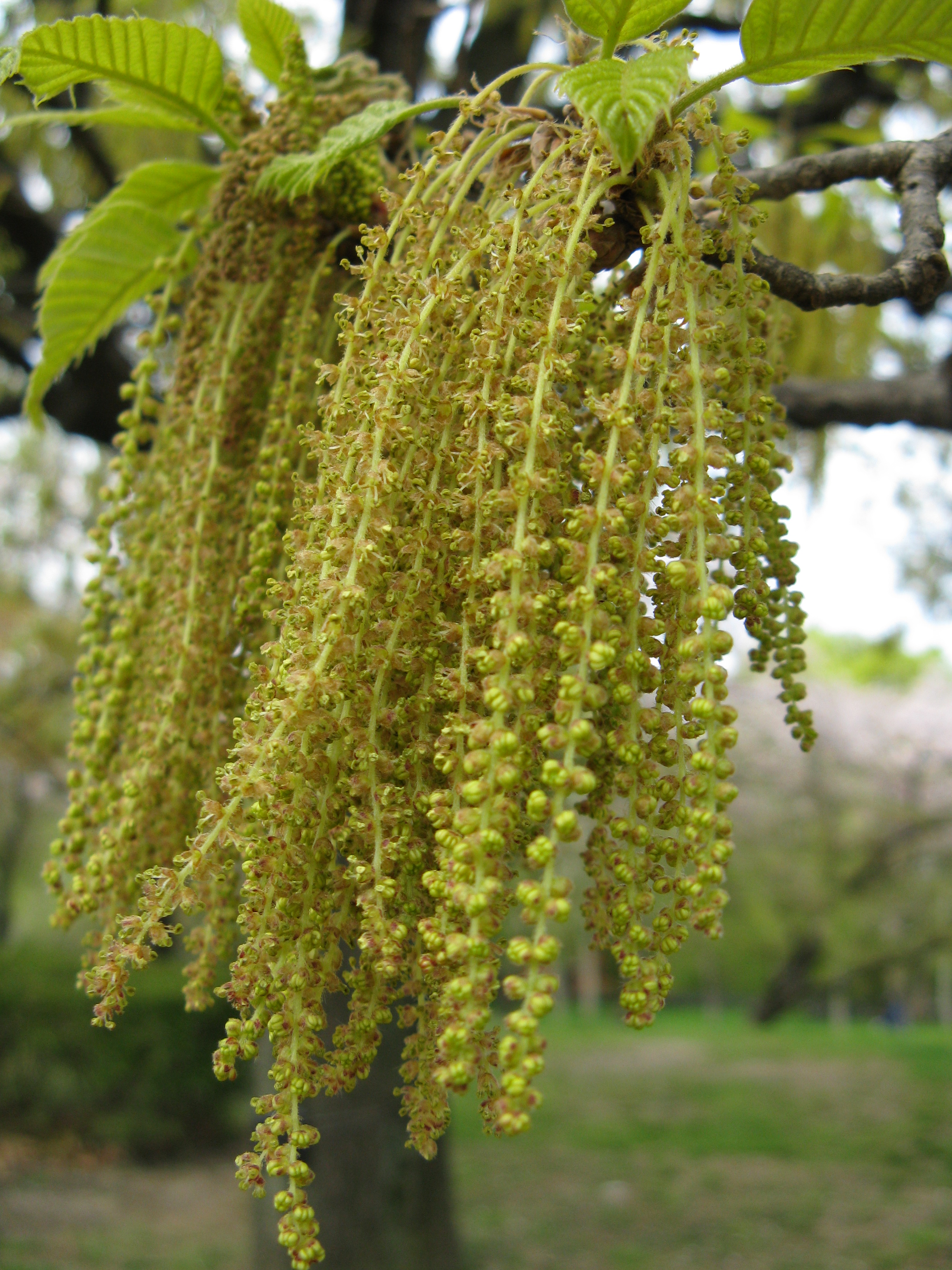
Quercus acutissima.

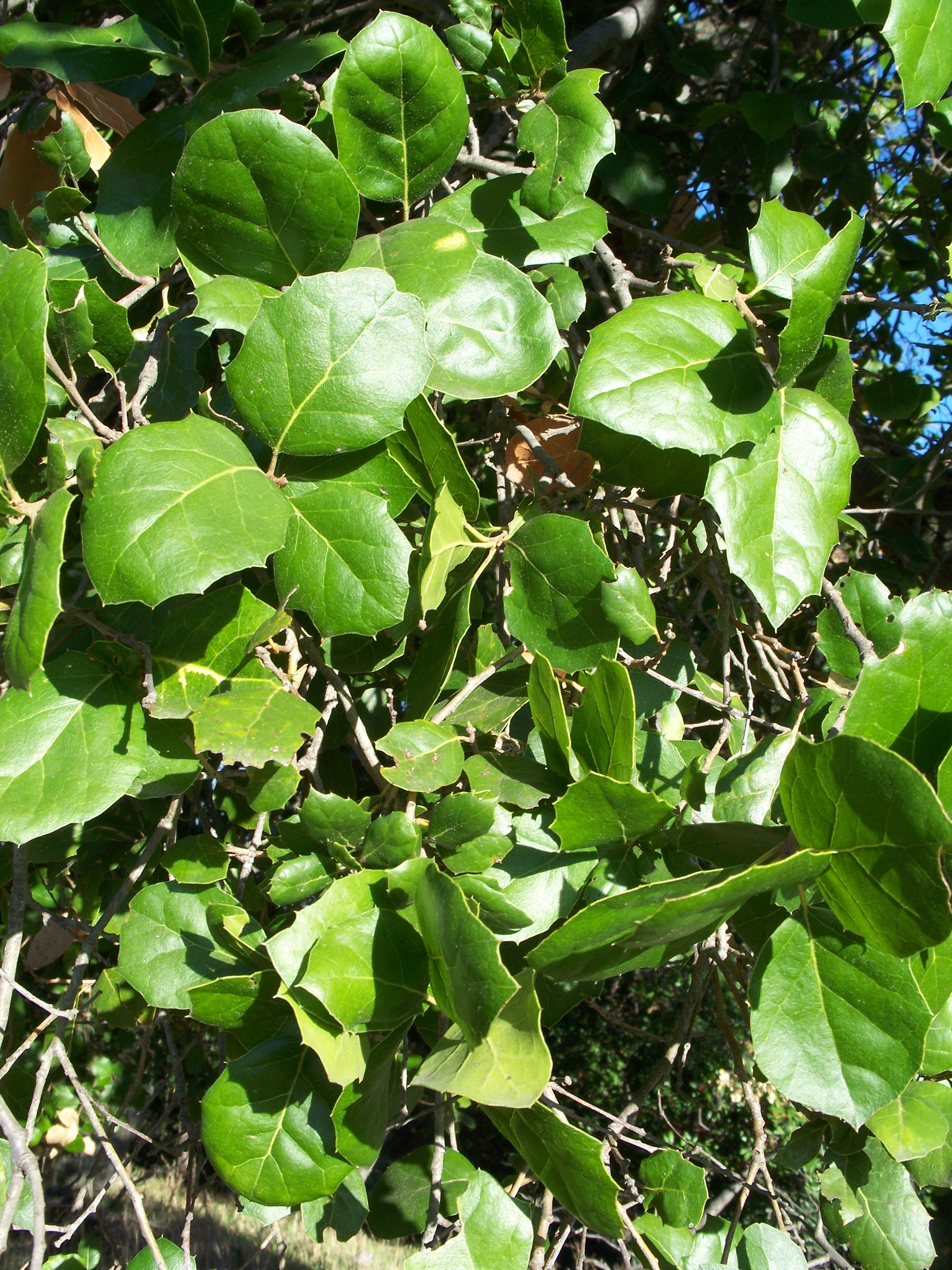
Quercus agrifolia.

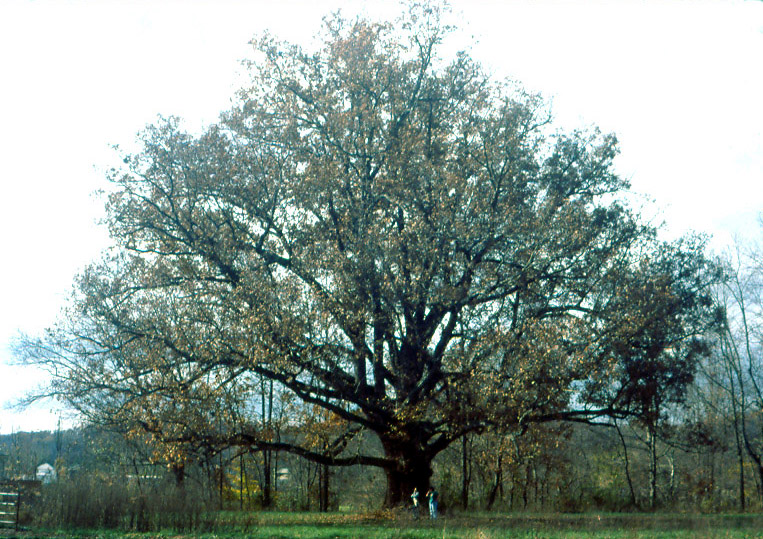
Quercus alba.

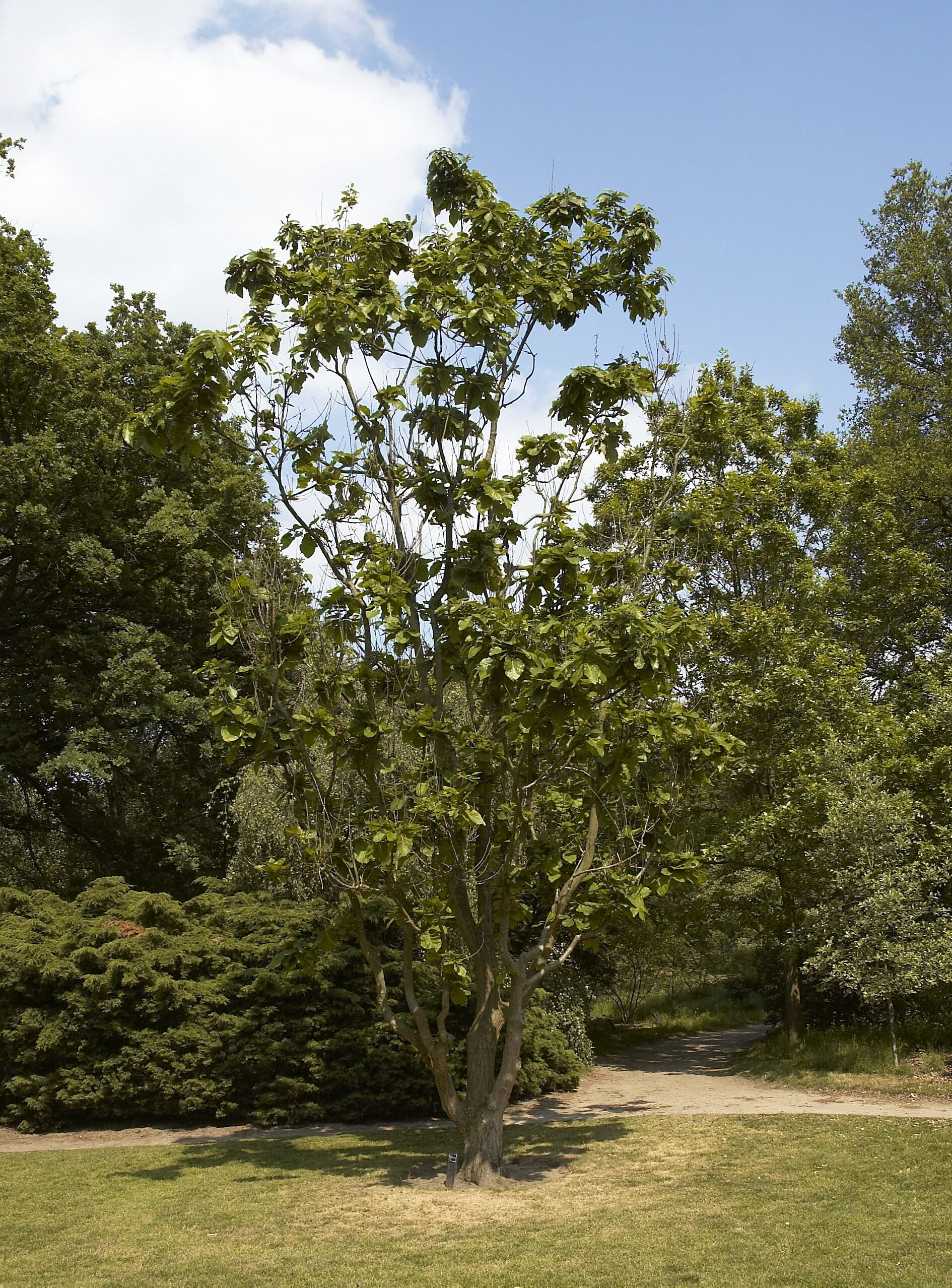
Quercus aliena.

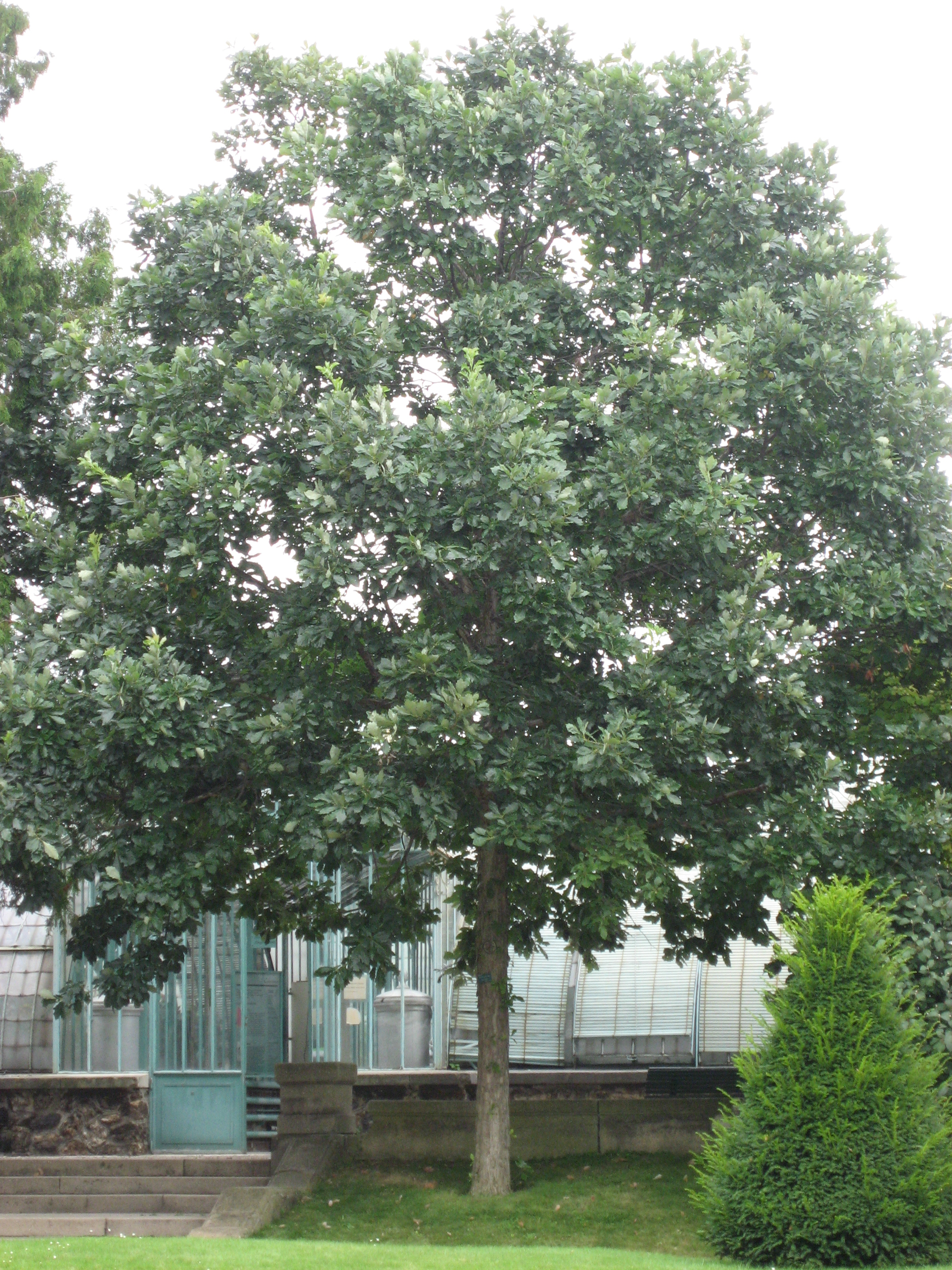
Quercus bicolor.

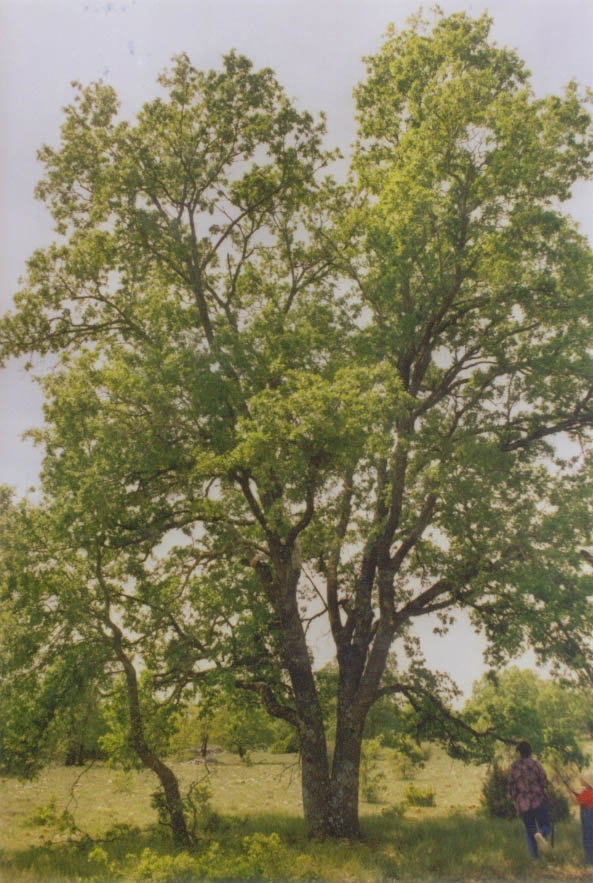
Quercus faginea.

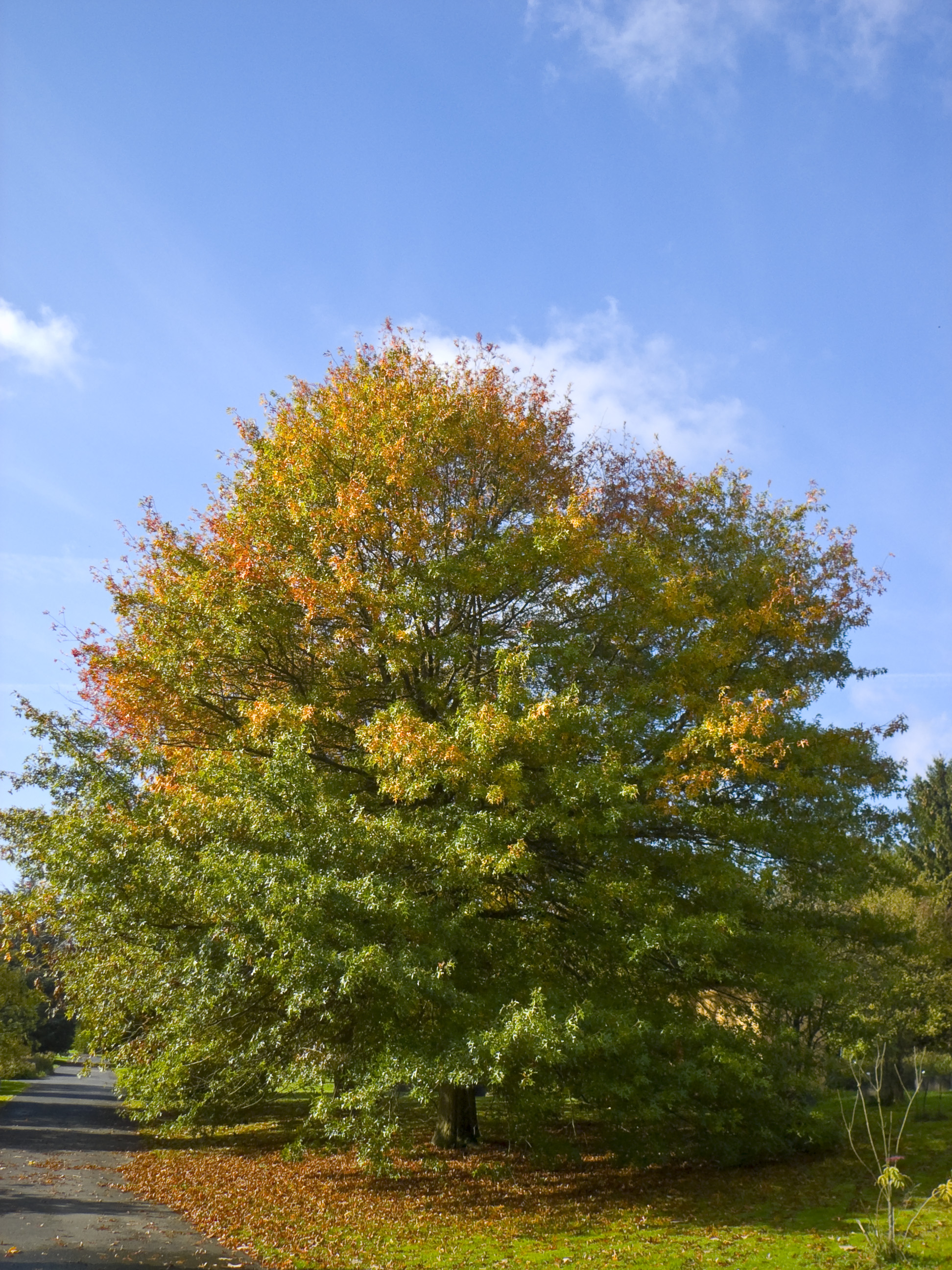
Quercus palustris 001.jpg.

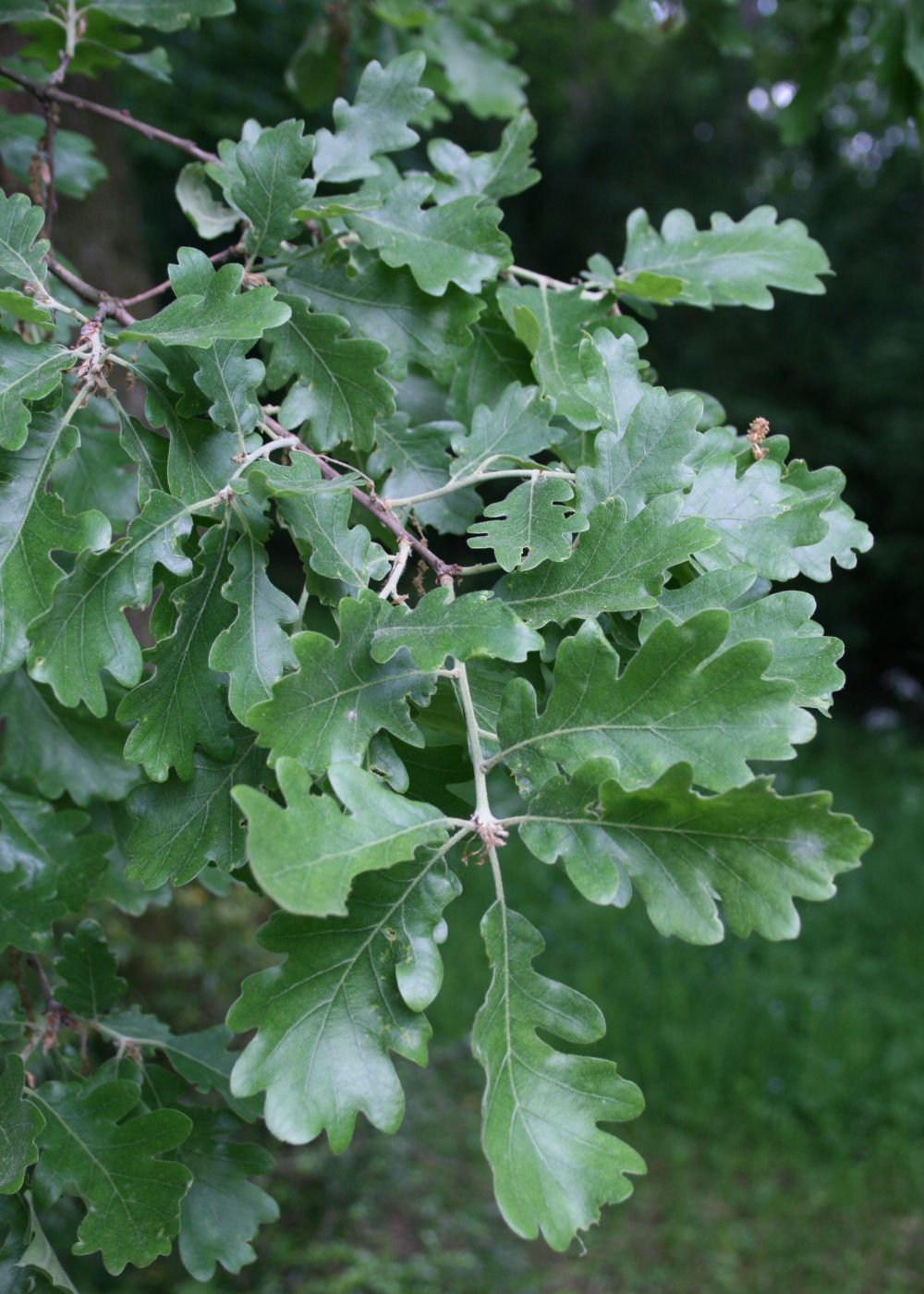
Quercus pubescens.

## Espècies
- Quercus acrdontasismauticolopetitecus
- Quercus acuta
- Quercus acutissima
- Quercus aegilops
- Quercus agrifolia
- Quercus alba
- Quercus aliena
- Quercus alnifolia
- Quercus ambrozyana
- Quercus arizonica
- Quercus aucheri
- Quercus audleyensis

## B
- Quercus ballota
- Quercus baloot
- Quercus bebbiana
- Quercus bennettii
- Quercus berberidifolia
- Quercus bicolor
- Quercus blumeana
- Quercus borealis
- Quercus brantii
- Quercus brevicaudata
- Quercus breviloba
- Quercus breweri
- Quercus brutia

## C
- Quercus calliprinos
- Quercus canariensis
- Quercus carlesii
- Quercus castaneifolia
- Quercus castanopsifolia
- Quercus catesbaei
- Quercus cerris
- Quercus chenii
- Quercus chiapasensis
- Quercus chinensis
- Quercus chrysolepis
- Quercus cleistocarpa
- Quercus coccifera
- Quercus coccinea
- Quercus comptoniae
- Quercus congesta
- Quercus cornea
- Quercus cornelius-mulleri
- Quercus corrugata
- Quercus crenata
- Quercus crispula
- Quercus cuspidata
- Quercus cyclobalanoides

## D
- Quercus dalechampii
- Quercus densiflora
- Quercus dentata
- Quercus discocarpa
- Quercus douglasii
- Quercus dumosa
- Quercus durandii
- Quercus durata

## E
- Quercus edulis
- Quercus ellipsoidalis
- Quercus emoryi
- Quercus engelmannii
- Quercus eyrei

## F
- Quercus fabrei
- Quercus faginea
- Quercus falcata
- Quercus fangshanensis
- Quercus fenestrata
- Quercus floribunda
- Quercus frainetto
- Quercus fusiformis

## G
- Quercus gambelii
- Quercus garryana
- Quercus gilva
- Quercus glabra
- Quercus glandulifera
- Quercus glauca
- Quercus gramuntia
- Quercus grosseserrata
- Quercus gussonei

## H
- Quercus haas
- Quercus hancei
- Quercus hartwissiana
- Quercus havardii
- Quercus henryi
- Quercus heterophylla
- Quercus hickelii
- Quercus hinckleyi
- Quercus hispanica
- Quercus humilis =Quercus pubescens
- Quercus hybrid

## I
- Quercus ilicifolia
- Quercus imbricaria
- Quercus incana
- Quercus induta
- Quercus infectoria
- Quercus ithaburensis

## J
- Quercus javanica
- Quercus john-tuckeri
- Quercus junghuhnii

## K
- Quercus kelloggii
- Quercus kerrii
- Quercus kewensis
- Quercus konishii
- Quercus korthalsii

## L
- Quercus laevis
- Quercus lamellosa
- Quercus lanata
- Quercus lanuginosa =Quercus pubescens
- Quercus laurifolia
- Quercus lepidocarpa
- Quercus leucotrichophora
- Quercus liaotungensis
- Quercus libanerris
- Quercus libani
- Quercus lindleyana
- Quercus lineata
- Quercus lobata
- Quercus longinux
- Quercus lucombeana
- Quercus lusitanica
- Quercus lyrata

## M
- Quercus macedonica
- Quercus macranthera
- Quercus macrocarpa
- Quercus macrolepis
- Quercus marilandica
- Quercus michauxii
- Quercus minima
- Quercus mirbeckii
- Quercus miyagii
- Quercus mongolica
- Quercus montana
- Quercus moulei
- Quercus muehlenbergii
- Quercus myrsinifolia

## N
- Quercus nigra
- Quercus nuttallii

## O
- Quercus obtusifolia
- Quercus orocantabrica
- Quercus oxyodon

## P
- Quercus pachyloma
- Quercus pacifica
- Quercus pagoda
- Quercus palmeri
- Quercus palustris
- Quercus parvula
- Quercus paucidentata
- Quercus pauciradiata
- Quercus pauciloba
- Quercus pedunculata
- Quercus pedunculiflora
- Quercus pendulina
- Quercus persica
- Quercus petraea
- Quercus phellos
- Quercus phillyraeoides
- Quercus polystachya
- Quercus pontica
- Quercus prinoides
- Quercus prinus
- Quercus pseudomolucca
- Quercus pubescens
- Quercus pumila
- Quercus pyrenaica

## R
- Quercus reevesii
- Quercus rex
- Quercus robur
- Quercus rotundifolia
- Quercus rubra

## S
- Quercus sadleriana
- Quercus salicina
- Quercus schochiana
- Quercus sclerophylla
- Quercus semecarpifolia
- Quercus serrata
- Quercus sessiliflora
- Quercus sessilifolia
- Quercus shumardii
- Quercus sicula
- Quercus sinuata
- Quercus skinneri
- Quercus sootepensis
- Quercus spinosa
- Quercus stellata
- Quercus stenophylla
- Quercus strombocarpa
- Quercus suber
- Quercus sundaica

## T
- Quercus texana
- Quercus teysmannii
- Quercus thelecarpa
- Quercus thomasii
- Quercus thomsonii
- Quercus tomentella
- Quercus tomentosicupula
- Quercus tribuloides
- Quercus trojana
- Quercus truncata
- Quercus turbinella
- Quercus turneri

## U
- Quercus undulata
- Quercus urticifolia

## V
- Quercus vaccinifolia
- Quercus variabilis
- Quercus velutina
- Quercus virgiliana
- Quercus virginiana

## W
- Quercus wislizeni
- Quercus wislizenii
- Quercus wrightii
- Quercus wutaishanica

## X
- Quercus xacutidens
- Quercus xalvordiana
- Quercus xmacdonaldii